# ریچویل (مینه‌سوتا)
ریچویل، مینه‌سوتا (به انگلیسی: Richville, Minnesota) یک شهر در ایالات متحده آمریکا است که در شهرستان اوتر تیل، مینه‌سوتا واقع شده‌است.

## خصوصیات
ریچویل ۲٫۵۹ کیلومترمربع مساحت و ۹۶ نفر جمعیت دارد و ۴۱۴ متر بالاتر از سطح دریا واقع شده‌است.